# 飯野町 (佐倉市)
飯野町（いいのまち）は、千葉県佐倉市の大字。郵便番号285-0009。

## 地理
北は萩山新田、東は土浮、南は飯野、西は飯野干拓、北西は土浮に隣接している。

## 小字
小字は以下の通り。
- 甲（こう）
- 乙（おつ）
- 丙（てい）
- 丁（てい）
- 戊（ぼ）

## 歴史
明治5年から明治22年までは飯野町であり、下総国印旛郡のうち。明治5年飯野村から分村して成立。文久3年の幕命による佐倉藩江戸詰藩士の引揚げに際し、飯野村の一部が屋敷地として分与された。御林（藩有林）20町6反余が46人程の藩士屋敷となり、ほかに平地林が割り当てられ茶畑などとなった。役高・役持扶に応じて土地を配分し、最大は8反歩、建坪も階層によって規制した。明治初年までは城外飯野と公称された。明治初年には飯野村台とも呼ばれた。子弟の教育のため竜崖小学校を設立、のち内郷小学校に合併吸収。明治6年千葉県に所属。士族46・卒族15。明治22年内郷村の大字となる。

### 年表
- 1872年（明治5年） - 飯野村の一部が飯野町として分村[5][6]。
- 1873年（明治6年） - 千葉県に所属。
- 1889年（明治22年）4月1日 - 内郷村大字飯野町となる。
  - 町村制施行し大佐倉村、岩名村、飯野村、飯野町、土浮村、山崎村、下根村、下根町、萩山新田、飯田村が合併し印旛郡内郷村が発足。
- 1937年（昭和12年）2月11日 - 佐倉町大字飯野町となる。
  - 佐倉町・内郷村が合併し、佐倉町が発足。
- 1954年（昭和29年）3月31日 - 佐倉市飯野町となる。
  - 佐倉町・臼井町・弥富村・志津村・根郷村・和田村が合併し、佐倉市が発足。

## 世帯数と人口
2017年（平成29年）10月31日現在の世帯数と人口は以下の通りである。
| 大字   | 世帯数 | 人口 |
| ------ | ------ | ---- |
| 飯野町 | 14世帯 | 31人 |

## 小・中学校の学区
市立小・中学校に通う場合、学区は以下の通りとなる。
| 地域 | 小学校             | 中学校             |
| ---- | ------------------ | ------------------ |
| 全域 | 佐倉市立内郷小学校 | 佐倉市立佐倉中学校 |

## 施設
- 県立印旛手賀自然公園